# Realeza (Paraná)
Realeza es un municipio brasileño del estado de Paraná. Su población estimada en 2009 es de 16.288 habitantes.